# Togodumno
Togodumno (latino: Togodumnus; ... – 43) è stato un principe britanno, sovrano dei Catuvellauni, una tribù celtica della Britannia, il quale morì all'inizio dell'invasione romana della Britannia.
Va probabilmente identificato col mitico re Guiderio di cui parla Goffredo di Monmouth nella sua semi-leggendaria Historia Regum Britanniae.

## Storia
Togodumno è conosciuto solo dalla Storia romana di Cassio Dione Cocceiano, secondo cui egli era figlio di Cunobelino, al quale forse successe sul trono della potente tribù dei Catuvellauni, che a quel tempo dominava sull Britannia sud-orientale: il loro territorio comprendeva infatti quello di molte altre tribù, tra cui i Trinovanti e, forse, i Dobunni più a ovest. Egli aveva almeno due fratelli: Adminio e Carataco. Negli ultimi tempi di regno del padre, Adminio ottenne il controllo del Kent, ma fu scacciato dalla Britannia nel 40. Egli si rifugiò presso l'imperatore romano Caligola, che pianificò un'invasione della Britannia, che non ebbe però seguito.
Sulla base della monetazione, Carataco sembra essere stato il prediletto dello zio Epaticco, che negli anni 40 conquistò le terre degli Atrebati, che erano i principali rivali dei Catuvellauni. Dopo una serie di alterne vicende, il re degli Atrebati, Verica, si rifugiò a Roma, chiedendo aiuto all'imperatore Claudio, che prese a pretesto ciò per invadere la Britannia nel 43.
Secondo Cassio Dione, Togodumno guidò la prima resistenza contro i 
Romani, ma fu ucciso dopo la battaglia del Tamigi. Il comando passò allora a Carataco, che dopo una fiera resistenza fu sconfitto e, tradito dalla regina dei Briganti, Cartimandua, fu mandato in catene a Roma.
Togodumno fu più o meno contemporaneo di Tiberio Claudio Cogidubno (o Togidubno), un sovrano filo-romano dei Regnensi, noto tramite il De vita et moribus Iulii Agricolae di Tacito e da un'iscrizione trovata a Chichester. La similitudine esistente tra i noi di questi due personaggi ha spinto alcuni studiosi, tra cui l'illustre archeologo Barry Cunliffe, ad ipotizzare che questi due sovrani potessero in realtà essere la stessa persona. Ma nulla sostiene tale ipotesi, dato che Cassio Dione riporta che Togodumno morì combattendo contro i Romani nel 43, mentre Tacito afferma che egli fu un fedele alleato dei Romani e la sua iscrizione è databile dal 79.

### Fonti primarie
- Cassio Dione Cocceiano, Storia romana, lx
- Svetonio, Vite dei dodici Cesari
- Tacito, De vita et moribus Iulii Agricolae
- Tacito, Annali

### Fonti secondarie
- Barry Cunliffe (1999), Fisbourne Roman Palace, Tempus, ISBN 0-7524-1408-9